# Edwige-Sophie de Brandebourg
Pour les articles homonymes, voir Edwige de Brandebourg (1140-1203) (en) et Edwige de Brandebourg (1540-1602).
Edwige Sophie de Brandebourg, née le 14 juillet 1623 à Berlin et décédée le 26 juin 1683 à Schmalkalden, est une princesse allemande, régente de Hesse-Cassel.

## Mariage et descendance
Fille de Georges-Guillaume Ier de Brandebourg et d'Élisabeth-Charlotte du Palatinat, elle épouse en 1649 Guillaume VI de Hesse-Cassel. Ils ont sept enfants :
- Charlotte-Amélie de Hesse-Cassel (1650-1714), épouse en 1667 Christian V de Danemark ;
- Guillaume VII (1651-1670), landgrave de Hesse-Cassel ;
- Louise (1652-1652) ;
- Charles (1654-1730), landgrave de Hesse-Cassel ;
- Philippe (1655-1721), landgrave de Hesse-Philippsthal ;
- Georges (1658-1675) ;
- Élisabeth-Henriette de Hesse-Cassel (1661-1683), épouse en 1679 Frédéric Ier de Prusse.

## Rôle politique
Elle est régente de 1663 à 1677 pour ses fils Guillaume VII de Hesse-Cassel et Charles Ier de Hesse-Cassel.